# (6587) Brassens
(6587) Brassens ist ein Asteroid des Hauptgürtels, der am 27. November 1984 von Astronomen des Observatoire de Calern an der Sternwarte von Caussols (IAU-Code 010) nördlich der Stadt Grasse entdeckt wurde.
Der Asteroid wurde am 24. Dezember 1996 nach dem französischen Dichter und Schriftsteller Georges Brassens (1921–1981) benannt, der vor allem aber ein berühmter Chansonnier war.